# Primera C 2023 (Colombia)
El Torneo Nacional Interclubes Primera C 2023 o simplemente Primera C 2023 fue la vigésimo segunda (22.a) edición del torneo de tercera división del fútbol en Colombia, el cual es de carácter aficionado. El torneo es organizado por Difutbol. La edición no cuenta con ascenso a segunda división al igual que el torneo anterior.
Este año cuenta con apoyo económico y patrocinio de la casa de apuestas colombiana Betplay, la misma que auspicia los torneos de categoría profesional organizados por Dimayor.

## Sistema de juego
Cada equipo debió pagar 5 500 000 pesos colombianos por inscripción ante la División Aficionada del Fútbol Colombiano; no hay límite de edad en las plantillas que pueden tener hasta  un máximo de 30 jugadores. Al final del torneo se definió que se repartirán en premios a los dos equipos finalistas: 150 millones de pesos al campeón, 100 millones al subcampeón, 20 millones al goleador y 15 millones a la valla menos vencida. Si al finalizar las jornadas correspondientes hay dos o más equipos empatados en puntos su posición será determinada atendiendo a los siguientes criterios que son diferentes a los utilizados en el fútbol profesional:
1. Mayor número de partidos ganados.
2. Mayor diferencia de goles.
3. Mayor promedio de goles (Goles a favor divididos por goles en contra).
4. Mayor número de goles a favor.
5. Menor número de goles en contra.
6. Lanzamientos desde el punto penal si es fase eliminatoria.
7. Juego limpio.

|                   | Formato | Clasificación a     |
| ----------------- | --- | ------------------- |
| Fase de grupos    | - La Fase I se jugará dividiendo a los equipos participantes en grupos regionales. En los grupos de 4, 5 y 6 participantes clasificarán 2 equipos, en los grupos de 7 y 8 pasarán 3, en los grupos de 9 y 10 clubes, habrá 4 clasificados y por último en los grupos de 11 y 12 participantes pasarán 5. No obstante, Difutbol al terminar la fase de grupos puede otorgar más cupos debido a que no se especifica el sistema de juego en el reglamento y puede modificarse en el transcurso del torneo. | - Fase eliminatoria |
| Fase eliminatoria | - Los clasificados jugarán partidos de eliminación directa a doble partido hasta la final. En las fases donde haya un número impar de equipos clasificará el mejor perdedor, hasta obtener un campeón. |                     |

## Equipos participantes
| Arsenal Bello                | Antioquia                | Bello                    |
| Deportivo Bello              | Antioquia                | Bello                    |
| La Chalaca                   | Antioquia                | Medellín                 |
| Independiente Sabaneta       | Antioquia                | Sabaneta                 |
| Itagüí Soccer                | Antioquia                | Itagüí                   |
| Medellín City                | Antioquia                | Medellín                 |
| Panteras Fútbol Club         | Antioquia                | Medellín                 |
| Deportivo Rionegro           | Antioquia                | Rionegro                 |
| Soccer Law                   | Antioquia                | Barbosa                  |
| Total Soccer                 | Antioquia                | Medellín                 |
| Atlético Puerto Tejada       | Cauca                    | Puerto Tejada            |
| Cali Andrés Sanín            | Valle del Cauca          | Cali                     |
| Atlético Cauca               | Cauca                    | Popayán                  |
| Independiente Popayán        | Cauca                    | Popayán                  |
| Locos por el Fútbol "B"      | Cauca                    | Timbío                   |
| Club Locos por el fútbol     | Cauca                    | Popayán                  |
| Magía Fútbol Club            | Valle del Cauca          | Tuluá                    |
| Oros del Pacífico            | Valle del Cauca          | Buenaventura             |
| Pumas Fútbol Club            | Cauca                    | Popayán                  |
| Semillas Tuluá               | Valle del Cauca          | Tuluá                    |
| Elite Fútbol Club            | Nariño                   | Pasto                    |
| Eder Ruales Atlas            | Nariño                   | Ipiales                  |
| Deportivo La Sabana          | Nariño                   | Túquerres                |
| Real Falcon                  | Nariño                   | Pasto                    |
| Unión Pacífico Sur           | Nariño                   | Tumaco                   |
| Will Nariño                  | Nariño                   | Pasto                    |
| Academia Internacional       | Bogotá                   | Bogotá                   |
| Andino Fútbol Club           | Bogotá                   | Bogotá                   |
| Banfield                     | Bogotá                   | Bogotá                   |
| Distrito Elite               | Bogotá                   | Bogotá                   |
| Bogotá City                  | Bogotá                   | Bogotá                   |
| Estrella Roja                | Bogotá                   | Bogotá                   |
| Atlético Salitre             | Bogotá                   | Bogotá                   |
| San Andrés Fútbol Club       | San Andrés y Providencia | San Andrés               |
| Tigres "B"                   | Bogotá                   | Bogotá                   |
| Unión Bogotá                 | Bogotá                   | Bogotá                   |
| Atlético Chía                | Cundinamarca             | Chía                     |
| Asociación Cristiana         | Bogotá                   | Bogotá                   |
| Atlético Real Boyacá         | Bogotá                   | Bogotá                   |
| Belhorizon Fútbol Club       | Bogotá                   | Bogotá                   |
| First Level                  | Bogotá                   | Bogotá                   |
| Lerma Talentos Colombia      | Cundinamarca             | Sibaté                   |
| Lyon Fútbol Club             | Bogotá                   | Bogotá                   |
| Tigres "C"                   | Bogotá                   | Bogotá                   |
| Universidad Sergio Arboleda  | Bogotá                   | Bogotá                   |
| Cóndor Fútbol Club           | Cesar                    | Valledupar               |
| Deportivo JM                 | La Guajira               | El Molino                |
| Equipo Azul Fútbol Club      | Cesar                    | Valledupar               |
| Los Embajadores              | Magdalena                | El Banco                 |
| Formativo La Paz             | Cesar                    | La Paz                   |
| Fútbol Club Internacional    | Cesar                    | Valledupar               |
| Nápoles Becerril             | Cesar                    | Becerril                 |
| Club Sampdoria               | Cesar                    | Becerril                 |
| San Francisco Fútbol Club    | Cesar                    | Valledupar               |
| Sultanes Fútbol Club         | Cesar                    | Valledupar               |
| Atletas del Mañana           | Cesar                    | Bosconia                 |
| Arsenal de Curumaní          | Cesar                    | Curumaní                 |
| Codazzi Fútbol Club          | Cesar                    | Codazzi                  |
| Deportivo Manaure            | La Guajira               | Manaure                  |
| Guajira Fútbol Club          | La Guajira               | Maicao                   |
| Ilusión Vallenata            | Cesar                    | Valledupar               |
| Inter Junior                 | Cesar                    | Codazzi                  |
| Real San Juan                | La Guajira               | San Juan del Cesar       |
| Semillero Uribiero           | La Guajira               | Uribia                   |
| Sión Fútbol Club             | La Guajira               | Riohacha                 |
| Atlético Sinú                | Córdoba                  | Cotorra                  |
| Boca Juniors Sincelejo       | Sucre                    | Sincelejo                |
| Club Criollitos              | Córdoba                  | Planeta Rica             |
| Estrellas de Tierralta       | Córdoba                  | Tierralta                |
| Atlético Jireh               | Sucre                    | Coveñas                  |
| Tigres del Sinú              | Córdoba                  | Tierralta                |
| Turbo Fútbol Club            | Antioquia                | Turbo                    |
| Athletic Corozal             | Sucre                    | Corozal                  |
| Academia Jesús Arrieta       | Sucre                    | San Marcos               |
| Alianza Corozal              | Sucre                    | Corozal                  |
| Once Sucre                   | Sucre                    | Sincelejo                |
| Real Mompox                  | Bolívar                  | Mompós                   |
| Sampués Fútbol Club          | Sucre                    | Sampués                  |
| Talento Palmitero            | Sucre                    | San Antonio de Palmito   |
| Juventud Real Magangué       | Bolívar                  | Magangué                 |
| Alianza Tolima               | Tolima                   | Ibagué                   |
| Deportivo Neiva              | Huila                    | Neiva                    |
| Fiorentina Fútbol Club       | Caquetá                  | Florencia                |
| Municipal Fútbol Club        | Huila                    | Neiva                    |
| Titanes Fútbol Club          | Huila                    | Neiva                    |
| Real Tolima                  | Tolima                   | Ibagué                   |
| Academia Fútbol Club         | Huila                    | Neiva                    |
| Juventud Huila               | Huila                    | Neiva                    |
| ITFIP                        | Tolima                   | El Espinal               |
| Sporting Caquetá             | Caquetá                  | Florencia                |
| Villa de Las Palmas          | Tolima                   | Purificación             |
| Academia Italiana            | Atlántico                | Barranquilla             |
| Atlético Aracataca           | Magdalena                | Aracataca                |
| Club Bastidas                | Magdalena                | Santa Marta              |
| Beraca APK                   | Magdalena                | Fundación                |
| Real Fundación               | Magdalena                | Fundación                |
| Deportivo Quique             | Magdalena                | Ciénaga                  |
| Soledad Fútbol Club          | Atlántico                | Soledad                  |
| Club Cachorros               | Atlántico                | Barranquilla             |
| Caribe Sport                 | Atlántico                | Barranquilla             |
| Estudiantes de la Provincia  | Atlántico                | Barranquilla             |
| Ilusión Naranja              | Atlántico                | Barranquilla             |
| Real Sabanalarga             | Atlántico                | Sabanalarga              |
| Santa Lucía Fútbol Club      | Atlántico                | Santa Lucía              |
| Club Santo Tomás             | Atlántico                | Santo Tomás              |
| Athletic Club Bolívar Cicuco | Bolívar                  | Cicuco                   |
| Atlético Juan Martín         | Bolívar                  | San Juan Nepomuceno      |
| Atlético Axon                | Bolívar                  | Cartagena                |
| Bolívar Fútbol Club          | Bolívar                  | El Carmen de Bolívar     |
| Fantasía Cartagena           | Bolívar                  | Cartagena                |
| Independiente San Jacinto    | Bolívar                  | San Jacinto              |
| Juventud 2000                | Bolívar                  | San Jacinto              |
| Paz y Futuro                 | Bolívar                  | San Juan Nepomuceno      |
| Astros de Guaimaral          | Norte de Santander       | Cúcuta                   |
| Ciamen Fútbol Club           | Norte de Santander       | Cúcuta                   |
| Cúcuta Fútbol Club           | Norte de Santander       | Cúcuta                   |
| Atlético Chapinero           | Norte de Santander       | Cúcuta                   |
| Internacional Patios         | Norte de Santander       | Los Patios               |
| Academia Olímpicas           | Norte de Santander       | Cúcuta                   |
| La Provincia                 | Norte de Santander       | Chinácota                |
| Santander del Norte          | Norte de Santander       | Cúcuta                   |
| Atlético Santander           | Santander                | Bucaramanga              |
| Deportivo Ferry              | Santander                | Bucaramanga              |
| Real Barrancabermeja         | Santander                | Barrancabermeja          |
| Real Soto Norte              | Santander                | El Playón                |
| River Plate Santander        | Santander                | Sabana de Torres         |
| Talentos Barrancabermeja     | Santander                | Barrancabermeja          |
| Talentos del Sur             | Bolívar                  | Cantagallo               |
| Deportivo Arauca             | Arauca                   | Arauca                   |
| Real Paz de Ariporo          | Casanare                 | Paz de Ariporo           |
| Atlético del Oriente         | Casanare                 | Yopal                    |
| Bicentenario Fútbol Club     | Casanare                 | Yopal                    |
| Cantera Papo Fútbol Club     | Casanare                 | Yopal                    |
| Unión Casanare               | Casanare                 | Yopal                    |
| Academia Blanco y Negro      | Cundinamarca             | Chía                     |
| Catenaccio Fútbol Club       | Cundinamarca             | Zipaquirá                |
| Cerro Pionono                | Cundinamarca             | Sopó                     |
| Atlético Flamengo            | Cundinamarca             | Cota                     |
| Grupo 15 Fútbol Club         | Cundinamarca             | Zipaquirá                |
| Patriotas "B"                | Boyacá                   | Tunja                    |
| Real Puerto Salgar           | Cundinamarca             | Puerto Salgar            |
| Club Santoto                 | Boyacá                   | Tunja                    |
| Sabana Norte                 | Cundinamarca             | Chía                     |
| Deportivo La Academia        | Chocó                    | Quibdó                   |
| Atlético San Juan            | Chocó                    | Itsmina                  |
| Atrato River                 | Chocó                    | El Atrato                |
| Linaje "B"                   | Chocó                    | El Atrato                |
| Linaje                       | Chocó                    | Quibdó                   |
| Nueva Generación             | Chocó                    | Tadó                     |
| Los Paye                     | Chocó                    | Quibdó                   |
| La Cantera                   | Risaralda                | Dosquebradas             |
| Atlético Fair Play           | Risaralda                | Pereira                  |
| Masiaz Fútbol Club           | Caldas                   | Villamaría               |
| Atlético Cafetero            | Quindío                  | Armenia                  |
| Tigres del Quindío           | Quindío                  | Armenia                  |
| Politécnico Jaime Isaza      | Antioquia                | Medellín                 |
| Acción Cívica                | Risaralda                | Dosquebradas             |
| Atlético Arabia              | Risaralda                | Pereira                  |
| Manizales Fútbol Club        | Caldas                   | Manizales                |
| Mario Gimenez                | Risaralda                | Pereira                  |
| ACES Internacional           | Meta                     | Villavicencio            |
| Alianza Llanos               | Meta                     | Villavicencio            |
| Villa Ángela                 | Guaviare                 | San José del Guaviare    |
| Llaneros "B"                 | Meta                     | Villavicencio            |
| Real Cumare                  | Meta                     | Cumaral                  |
| San Martín Fútbol Club       | Meta                     | San Martín de los Llanos |

### Localización
| Bogotá, D. C.            | 16 | Academia Internacional, Andino Fútbol Club, Banfield, Distrito Elite, Bogotá City, Estrella Roja, Atlético Salitre, Tigres "B", Unión Bogotá, Asociación Cristiana, Atlético Real Boyacá, Belhorizon Fútbol Club, First Level, Lyon Fútbol Club, Tigres "C", Universidad Sergio Arboleda |
| Cesar                    | 13 | Cóndor Fútbol Club, Equipo Azul Fútbol Club, Formativo La Paz, Fútbol Club Internacional, Nápoles Becerril, Club Sampdoria, San Francisco Fútbol Club, Sultanes FG, Atletas del Mañana, Arsenal de Curumaní, Codazzi Fútbol Club, Ilusión Vallenata, Inter Junior                        |
| Antioquia                | 12 | Arsenal Bello, Deportivo Bello, La Chalaca, Independiente Sabaneta, Itagüí Soccer, Medellín City, Panteras Fútbol Club, Deportivo Rionegro, Soccer Law, Total Soccer, Turbo Fútbol Club, Politécnico Jaime Isaza                                                                         |
| Bolívar                  | 11 | Real Mompox, Athletic Club Bolívar Cicuco, Atlético San Martín, Atlético Axon, Bolívar Fútbol Club, Fantasía Cartagena, Independiente San Jacinto, Juventud 2000, Paz y Futuro, Juventud Real Magangué, Talentos del Sur                                                                 |
| Atlántico                | 9  | Academia Italiana, Soledad Fútbol Club, Club Cachorros, Caribe Sport, Estudiantes de la Provincia, Ilusión Naranja, Real Sabanalarga, Santa Lucía Fútbol Club, Club Santo Tomás |
| Cundinamarca             | 9  | Atlético Chía, Lerma Talentos Colombia, Academia Blanco y Negro, Catenaccio Fútbol Club, Cerro Pionono, Atlético Flamengo, Grupo 15 Fútbol Club, Real Puerto Salgar, Sabana Norte |
| Norte de Santander       | 8  | Astros de Guaimaral, Ciamen Fútbol Club, Cúcuta Fútbol Club, Internacional Patios, Atlético Chapinero, La Provincia, Santander del Norte, Academia Olímpicas |
| Sucre                    | 8  | Boca Juniors Sincelejo, Atlético Jireh, Athletic Corozal, Academia Jesús Arrieta, Alianza Corozal, Once Sucre, Sampués Fútbol Club, Talento Palmitero |
| Chocó                    | 7  | Atlético San Juan, Deportivo La Academia, Atrato River, Linaje "B", Linaje, Nueva Generación, Los Paye |
| Cauca                    | 6  | Atlético Puerto Tejada, Atlético Cauca, Independiente Popayán, Locos por el Fútbol "B", Locos por el Fútbol, Pumas Fútbol Club |
| La Guajira               | 6  | Deportivo JM, Deportivo Manaure, Guajira Fútbol Club, Real San Juan, Semillero Uribiero, Sión Fútbol Club |
| Magdalena                | 6  | Atlético Aracataca, Beraca APK, Deportivo Quique, Embajadores del Banco, Club Bastidas, Real Fundación. |
| Nariño                   | 6  | Elite F. C., Eder Ruales Atlas, Deportivo La Sabana, Real Falcon, Unión Pacífico Sur, Will Nariño |
| Santander                | 6  | Atlético Santander, Deportivo Ferry, Real Barrancabermeja, Real Soto Norte, River Plate Santander, Talentos Barrancabermeja |
| Huila                    | 5  | DeporNeiva, Municipal Fútbol Club, Titanes Fútbol Club, Academia Fútbol Club, Juventud Huila |
| Meta                     | 5  | ACES Internacional, Alianza Llanos, Llaneros "B", Real Cumare, San Martín Fútbol Club |
| Risaralda                | 5  | La Cantera, Atlético Fair Play, Acción Cívica, Atlético Arabia, Mario Gimenez |
| Tolima                   | 4  | Alianza Tolima, Real Tolima, ITFIP, Villa de Las Palmas |
| Córdoba                  | 4  | Club Criollitos, Atlético Sinú, Estrellas de Tierralta, Tigres del Sinú |
| Valle del Cauca          | 4  | Cali Andrés Sanín, Magía Fútbol Club, Oros del Pacífico, Semillas Tuluá |
| Boyacá                   | 2  | Patriotas "B", Club Santoto |
| Caldas                   | 2  | Masiaz Fútbol Club, Manizales Fútbol Club |
| Caquetá                  | 2  | Fiorentina Fútbol Club, Sporting Caquetá |
| Quindío                  | 2  | Atlético Cafetero, Tigres del Quindío |
| Arauca                   | 1  | Deportivo Arauca |
| Guaviare                 | 1  | Villa Ángela |
| San Andrés y Providencia | 1  | San Andrés Fútbol Club |

## Equipos retirados y expulsados
| Retirados: - Los Embajadores - Estrellas de Tierralta - Catenaccio F. C. - Estudiantes de la Provincia |  | Expulsados: - Cóndor F. C. - Equipo Azul - Formativo La Paz - Academia Internacional - Estrella Roja - Banfield - Astros de Guaimaral - Linaje "B" - Independiente Sabaneta - Lyon F. C. - Atlético Chía |

## Fase de grupos
La primera fase se dio inicio el 29 de abril. Difutbol publicó la conformación de cada grupo días antes de que estos inicien. 

### Grupo A
| Pos. | Equipo                 | Pts. | PJ | G  | E | P  | GF | GC | Dif. | Clasificación |     | TOT | SLA | ITA | PAN | RIO | MDC | CDB | CHA | ARS | INS  |
| ---- | ---------------------- | ---- | -- | -- | - | -- | -- | -- | ---- | ------------- | --- | --- | --- | --- | --- | --- | --- | --- | --- | --- | ---- |
| 1    | Total Soccer           | 38   | 18 | 12 | 2 | 4  | 56 | 22 | +34  | Segunda fase. |     | —   | 2–1 | 0–1 | 1–3 | 2–4 | 4–0 | 4–1 | 2–1 | 7–1 | 8–1  |
| 2    | Soccer Law             | 38   | 18 | 11 | 5 | 2  | 30 | 15 | +15  | Segunda fase. |     | 1–1 | —   | 1–0 | 4–1 | 1–1 | 2–1 | 2–0 | 2–0 | 1–0 | 5–1  |
| 3    | Itagüí Soccer          | 36   | 18 | 11 | 3 | 4  | 41 | 19 | +22  | Segunda fase. |     | 2–2 | 1–1 | —   | 0–1 | 2–1 | 3–1 | 4–0 | 5–2 | 2–1 | 10–2 |
| 4    | Panteras F. C.         | 36   | 18 | 11 | 3 | 4  | 33 | 27 | +6   | Segunda fase. |     | 0–2 | 3–0 | 0–3 | —   | 3–1 | 2–1 | 4–2 | 2–2 | 2–1 | 1–0  |
| 5    | Deportivo Rionegro     | 29   | 18 | 9  | 2 | 7  | 42 | 33 | +9   |               |     | 2–4 | 0–0 | 3–2 | 2–0 | —   | 4–1 | 1–2 | 3–0 | 4–5 | 3–0  |
| 6    | Medellín City          | 25   | 18 | 8  | 1 | 9  | 28 | 28 | 0    |               | 2–0 | 0–1 | 0–1 | 1–2 | 3–2 | —   | 1–1 |     | 2–0 | 6–1 |      |
| 7    | Deportivo Bello        | 25   | 18 | 7  | 4 | 7  | 31 | 34 | −3   |               | 0–4 | 1–1 | 2–1 | 1–1 | 5–2 | 0–1 | —   | 3–1 | 4–0 | 3–1 |      |
| 8    | La Chalaca             | 15   | 18 | 4  | 3 | 11 | 27 | 34 | −7   |               | 0–2 | 0–2 | 1–1 | 2–2 | 1–2 | 0–1 | 0–1 | —   | 1–0 | 4–0 |      |
| 9    | Arsenal Bello          | 12   | 18 | 4  | 0 | 14 | 25 | 52 | −27  |               | 1–6 | 1–2 | 1–2 | 3–4 | 0–2 | 3–2 | 2–1 | 2–6 | —   | 3–1 |      |
| 10   | Independiente Sabaneta | 4    | 18 | 1  | 1 | 16 | 23 | 72 | −49  | Expulsado     |     | 1–5 | 2–3 | 0–1 | 1–2 | 2–5 | 1–3 | 4–4 | 2–5 | 3–1 | —    |

 Fuente: Difutbol

### Grupo B
| Pos. | Equipo                | Pts. | PJ | G | E | P | GF | GC | Dif. | Clasificación |     | ASJ | NGE | LIN | PAY | ACA | LIB  | ATR |
| ---- | --------------------- | ---- | -- | - | - | - | -- | -- | ---- | ------------- | --- | --- | --- | --- | --- | --- | ---- | --- |
| 1    | Atlético San Juan     | 27   | 12 | 9 | 0 | 3 | 29 | 14 | +15  | Segunda fase. |     | —   | 1–0 | 1–0 | 3–4 | 5–0 | 1–0  | 3–0 |
| 2    | Nueva Generación      | 24   | 12 | 7 | 3 | 2 | 24 | 12 | +12  | Segunda fase. |     | 4–2 | —   | 1–2 | 2–1 | 2–1 | 4–1  | 2–1 |
| 3    | Linaje                | 23   | 12 | 7 | 2 | 3 | 35 | 12 | +23  | Segunda fase. |     | 0–2 | 0–0 | —   | 4–2 | 3–0 | 11–0 | 6–0 |
| 4    | Los Paye              | 22   | 12 | 6 | 4 | 2 | 26 | 18 | +8   |               |     | 2–1 | 1–1 | 0–0 | —   | 0–0 | 3–0  | 2–2 |
| 5    | Deportivo La Academia | 11   | 12 | 3 | 2 | 7 | 11 | 25 | −14  |               | 0–1 | 1–1 | 1–0 | 1–5 | —   | 1–4 | 1–2  |     |
| 6    | Linaje "B"            | 7    | 12 | 2 | 1 | 9 | 21 | 42 | −21  | Expulsado     |     | 3–5 | 1–5 | 3–4 | 3–4 | 2–3 | —    | 1–1 |
| 7    | Atrato River          | 5    | 12 | 1 | 2 | 9 | 10 | 33 | −23  |               |     | 1–4 | 0–2 | 2–5 | 1–2 | 0–2 | 0–3  | —   |

 Fuente: Difutbol

### Grupo C
| Pos. | Equipo                  | Pts. | PJ | G | E | P | GF | GC | Dif. | Clasificación |     | MAS | PJI | CAF | LCA | FPL |
| ---- | ----------------------- | ---- | -- | - | - | - | -- | -- | ---- | ------------- | --- | --- | --- | --- | --- | --- |
| 1    | Masiaz                  | 18   | 8  | 5 | 3 | 0 | 15 | 8  | +7   | Segunda fase. |     | —   | 2–1 | 3–2 | 0–0 | 2–2 |
| 2    | Politécnico Jaime Isaza | 14   | 8  | 4 | 2 | 2 | 18 | 13 | +5   | Segunda fase. |     | 2–2 | —   | 4–3 | 2–1 | 1–2 |
| 3    | Atlético Cafetero       | 13   | 8  | 4 | 1 | 3 | 21 | 12 | +9   |               |     | 0–1 | 2–2 | —   | 4–0 | 4–0 |
| 4    | La Cantera              | 5    | 8  | 1 | 2 | 5 | 7  | 16 | −9   |               | 1–4 | 0–2 | 2–3 | —   | 2–0 |     |
| 5    | Atlético Fair Play      | 5    | 8  | 1 | 2 | 5 | 6  | 18 | −12  |               | 0–1 | 1–4 | 0–3 | 1–1 | —   |     |

 Fuente: Difutbol

### Grupo D
| Pos. | Equipo             | Pts. | PJ | G | E | P | GF | GC | Dif. | Clasificación |     | MGI | TDQ | MAN | ARA | ACC |
| ---- | ------------------ | ---- | -- | - | - | - | -- | -- | ---- | ------------- | --- | --- | --- | --- | --- | --- |
| 1    | Mario Gimenez      | 15   | 8  | 4 | 3 | 1 | 13 | 7  | +6   | Segunda fase. |     | —   | 2–0 | 2–1 | 1–0 | 3–3 |
| 2    | Tigres del Quindío | 14   | 8  | 4 | 2 | 2 | 10 | 6  | +4   | Segunda fase. |     | 0–0 | —   | 1–2 | 3–0 | 1–1 |
| 3    | Manizales F. C.    | 13   | 8  | 4 | 1 | 3 | 17 | 13 | +4   |               |     | 2–1 | 1–2 | —   | 1–1 | 3–1 |
| 4    | Atlético Arabia    | 8    | 8  | 2 | 2 | 4 | 11 | 18 | −7   |               | 1–1 | 0–2 | 3–6 | —   | 2–1 |     |
| 5    | Acción Cívica      | 5    | 8  | 1 | 2 | 5 | 11 | 18 | −7   |               | 0–3 | 0–1 | 2–1 | 3–4 | —   |     |

 Fuente: Difutbol

### Grupo E
| Pos. | Equipo                  | Pts. | PJ | G  | E | P  | GF | GC | Dif. | Clasificación |     | IPP | LOC | ODP | SEM | APT | CAS | PUM | LOB | MAG | CAU |
| ---- | ----------------------- | ---- | -- | -- | - | -- | -- | -- | ---- | ------------- | --- | --- | --- | --- | --- | --- | --- | --- | --- | --- | --- |
| 1    | Independiente Popayán   | 36   | 18 | 10 | 6 | 2  | 36 | 21 | +15  | Segunda fase. |     | —   | 3–1 | 2–1 | 2–2 | 1–1 | 1–0 | 4–1 | 5–2 | 3–1 | 1–2 |
| 2    | Locos por el Fútbol     | 35   | 18 | 10 | 5 | 3  | 26 | 15 | +11  | Segunda fase. |     | 1–1 | —   | 1–3 | 0–2 | 2–1 | 0–0 | 1–0 | 5–0 | 2–1 | 3–0 |
| 3    | Oros del Pacífico       | 32   | 18 | 10 | 2 | 6  | 39 | 24 | +15  | Segunda fase. |     | 2–2 | 0–1 | —   | 3–1 | 3–0 | 6–0 | 2–0 | 3–1 | 3–2 | 6–3 |
| 4    | Semillas Tuluá          | 30   | 18 | 8  | 6 | 4  | 23 | 17 | +6   | Segunda fase. |     | 1–1 | 0–0 | 2–1 | —   | 0–1 | 1–0 | 2–1 | 3–0 | 1–1 | 1–1 |
| 5    | Atlético Puerto Tejada  | 24   | 18 | 6  | 6 | 6  | 22 | 21 | +1   |               |     |     | 2–2 | 1–2 | 1–0 | —   | 1–2 | 1–1 | 3–0 | 1–0 | 1–1 |
| 6    | Cali Andrés Sanín       | 22   | 18 | 6  | 4 | 8  | 21 | 26 | −5   |               | 2–1 | 0–2 | 1–0 | 0–0 | 2–0 | —   | 0–1 | 3–2 | 3–3 | 4–0 |     |
| 7    | Pumas F. C.             | 20   | 18 | 6  | 2 | 10 | 18 | 25 | −7   |               | 1–2 | 0–1 | 1–0 | 1–2 | 2–1 | 2–1 | —   | 0–1 | 0–1 | 2–0 |     |
| 8    | Locos por el Fútbol "B" | 18   | 18 | 4  | 6 | 8  | 19 | 34 | −15  |               | 1–2 | 0–1 | 1–1 | 2–1 | 0–0 | 1–1 | 3–3 | —   | 1–1 | 2–1 |     |
| 9    | Magia F. C.             | 16   | 18 | 4  | 4 | 10 | 25 | 31 | −6   |               | 0–2 | 1–2 | 3–0 | 0–1 | 1–2 | 2–1 | 3–1 | 1–2 | —   | 2–2 |     |
| 10   | Atlético Cauca          | 14   | 18 | 3  | 5 | 10 | 24 | 39 | −15  |               | 1–2 | 1–1 | 2–3 | 2–3 |     | 3–1 | 0–1 | 0–0 | 4–2 | —   |     |

 Fuente: Difutbol

### Grupo F
| Pos. | Equipo              | Pts. | PJ | G | E | P | GF | GC | Dif. | Clasificación |     | LSA | WIL | UPS | ELI | ERA | RFA |
| ---- | ------------------- | ---- | -- | - | - | - | -- | -- | ---- | ------------- | --- | --- | --- | --- | --- | --- | --- |
| 1    | Deportivo La Sabana | 22   | 10 | 7 | 1 | 2 | 16 | 10 | +6   | Segunda fase. |     | —   | 2–2 | 2–1 | 1–0 | 1–0 | 3–1 |
| 2    | Wil Nariño          | 20   | 10 | 5 | 5 | 0 | 15 | 5  | +10  | Segunda fase. |     | 3–0 | —   | 0–0 | 2–0 | 0–0 | 2–0 |
| 3    | Unión Pacífico Sur  | 12   | 10 | 3 | 3 | 4 | 11 | 9  | +2   |               |     | 1–0 | 1–2 | —   | 5–1 | 1–1 | 1–0 |
| 4    | Élite F. C.         | 11   | 10 | 3 | 2 | 5 | 9  | 16 | −7   |               | 1–2 | 1–3 | 1–0 | —   | 1–0 | 1–0 |     |
| 5    | Eder Ruales Atlas   | 11   | 10 | 2 | 5 | 3 | 10 | 10 | 0    |               | 1–2 | 1–1 | 2–1 | 2–2 | —   | 2–0 |     |
| 6    | Real Falcón         | 4    | 10 | 0 | 4 | 6 | 3  | 14 | −11  |               | 0–3 | 0–0 | 0–0 | 1–1 | 1–1 | —   |     |

 Fuente: Difutbol

### Grupo G
| Pos. | Equipo             | Pts. | PJ | G | E | P | GF | GC | Dif. | Clasificación         |     | LLA | RCU | ALL | ANG | ACE | SMA |
| ---- | ------------------ | ---- | -- | - | - | - | -- | -- | ---- | --------------------- | --- | --- | --- | --- | --- | --- | --- |
| 1    | Llaneros "B"       | 28   | 10 | 9 | 1 | 0 | 32 | 6  | +26  | Segunda fase.         |     | —   | 3–0 | 2–1 | 7–0 | 4–1 | 6–1 |
| 2    | Real Cumare        | 18   | 10 | 5 | 3 | 2 | 23 | 17 | +6   | Segunda fase.         |     | 0–3 | —   | 3–3 | 1–0 | 4–3 | 7–1 |
| 3    | Alianza Llanos     | 14   | 10 | 4 | 2 | 4 | 24 | 15 | +9   | Posible segunda fase. |     | 1–2 | 1–1 | —   | 1–0 | 5–2 | 9–1 |
| 4    | Villa Ángela       | 13   | 10 | 4 | 1 | 5 | 13 | 18 | −5   |                       |     | 0–1 | 0–3 | 2–1 | —   | 4–1 | 3–2 |
| 5    | ACES Internacional | 6    | 10 | 1 | 3 | 6 | 13 | 24 | −11  |                       | 0–0 | 1–2 | 0–1 | 0–0 | —   | 1–0 |     |
| 6    | San Martín F. C.   | 5    | 10 | 1 | 2 | 7 | 14 | 39 | −25  |                       | 2–4 | 2–2 | 2–1 | 0–3 | 3–3 | —   |     |

 Fuente: Difutbol

### Grupo H
| Pos. | Equipo               | Pts. | PJ | G | E | P | GF | GC | Dif. | Clasificación         |     | BIC  | ATO | RPA | ARA | UNC | CAN |
| ---- | -------------------- | ---- | -- | - | - | - | -- | -- | ---- | --------------------- | --- | ---- | --- | --- | --- | --- | --- |
| 1    | Bicentenario         | 23   | 10 | 7 | 2 | 1 | 43 | 8  | +35  | Segunda fase.         |     | —    | 2–2 | 5–1 | 2–0 | 0–1 | 3–1 |
| 2    | Atlético del Oriente | 21   | 10 | 6 | 3 | 1 | 46 | 11 | +35  | Segunda fase.         |     | 2–2  | —   | 2–2 | 9–0 | 7–0 | 5–1 |
| 3    | Atlético Real Paz    | 20   | 10 | 6 | 2 | 2 | 31 | 18 | +13  | Posible segunda fase. |     | 0–4  | 3–2 | —   | 3–1 | 7–0 | 5–0 |
| 4    | Deportivo Arauca     | 10   | 10 | 3 | 1 | 6 | 14 | 36 | −22  |                       |     | 0–12 | 1–4 | 1–1 | —   | 4–0 | 5–2 |
| 5    | Unión Casanare       | 9    | 10 | 3 | 0 | 7 | 8  | 38 | −30  |                       | 1–8 | 0–2  | 1–6 | 0–2 | —   | 2–0 |     |
| 6    | Cantera Papo F. C.   | 3    | 10 | 1 | 0 | 9 | 11 | 42 | −31  |                       | 0–5 | 0–11 | 2–3 | 3–0 | 2–3 | —   |     |

 Fuente: Difutbol

### Grupo I
| Pos. | Equipo           | Pts. | PJ | G | E | P | GF | GC | Dif. | Clasificación         |     | ATO  | FIO | RTO | DNE | MUN | TIT |
| ---- | ---------------- | ---- | -- | - | - | - | -- | -- | ---- | --------------------- | --- | ---- | --- | --- | --- | --- | --- |
| 1    | Alianza Tolima   | 24   | 10 | 7 | 3 | 0 | 33 | 10 | +23  | Segunda fase.         |     | —    | 0–0 | 1–1 | 2–1 | 6–3 | 9–1 |
| 2    | Fiorentina F. C. | 21   | 10 | 6 | 3 | 1 | 35 | 9  | +26  | Segunda fase.         |     | 0–0  | —   | 6–1 | 7–1 | 3–0 | 2–1 |
| 3    | Real Tolima      | 16   | 10 | 5 | 1 | 4 | 34 | 33 | +1   | Posible segunda fase. |     | 1–2  | 3–2 | —   | 0–2 | 9–5 | 7–3 |
| 4    | Deportivo Neiva  | 13   | 10 | 4 | 1 | 5 | 22 | 25 | −3   |                       |     | 1–5  | 2–2 | 4–5 | —   | 1–3 | 4–0 |
| 5    | Municipal F. C.  | 9    | 10 | 3 | 0 | 7 | 23 | 31 | −8   |                       | 1–3 | 1–3  | 5–1 | 1–2 | —   | 1–2 |     |
| 6    | Titanes F. C.    | 3    | 10 | 1 | 0 | 9 | 12 | 51 | −39  |                       | 1–5 | 0–10 | 3–6 | 0–4 | 1–3 | —   |     |

 Fuente: Difutbol

### Grupo J
| Pos. | Equipo              | Pts. | PJ | G | E | P | GF | GC | Dif. | Clasificación         |     | SCA | JUV | ITF | VLP | ACA  |
| ---- | ------------------- | ---- | -- | - | - | - | -- | -- | ---- | --------------------- | --- | --- | --- | --- | --- | ---- |
| 1    | Sporting Caquetá    | 21   | 8  | 7 | 0 | 1 | 33 | 5  | +28  | Segunda fase.         |     | —   | 2–1 | 5–1 | 6–1 | 10–0 |
| 2    | Juventud Huila      | 17   | 8  | 5 | 2 | 1 | 23 | 11 | +12  | Segunda fase.         |     | 2–1 | —   | 4–3 | 6–1 | 5–0  |
| 3    | ITFIP               | 11   | 8  | 3 | 2 | 3 | 23 | 15 | +8   | Posible segunda fase. |     | 0–3 | 0–0 | —   | 3–1 | 5–0  |
| 4    | Villa de Las Palmas | 8    | 8  | 2 | 2 | 4 | 13 | 23 | −10  |                       |     | 0–3 | 2–2 | 2–2 | —   | 3–1  |
| 5    | Academia F. C.      | 0    | 8  | 0 | 0 | 8 | 3  | 41 | −38  |                       | 0–3 | 2–3 | 0–9 | 0–3 | —   |      |

 Fuente: Difutbol

### Grupo K
| Pos. | Equipo                  | Pts. | PJ | G  | E | P  | GF | GC | Dif. | Clasificación |     | SAN | ABN | CPI | PAT | SNO | RPS | FLA | GRU | CAT     |
| ---- | ----------------------- | ---- | -- | -- | - | -- | -- | -- | ---- | ------------- | --- | --- | --- | --- | --- | --- | --- | --- | --- | ------- |
| 1    | Club Santoto            | 37   | 16 | 11 | 4 | 1  | 32 | 14 | +18  | Segunda fase. |     | —   | 0–0 | 2–1 | 1–2 | 0–0 | 5–2 | 2–0 | 3–0 | 3–0     |
| 2    | Academia Blanco y Negro | 28   | 16 | 8  | 4 | 4  | 27 | 17 | +10  | Segunda fase. |     | 2–2 | —   | 0–2 | 3–0 | 1–1 | 3–1 | 1–2 | 2–0 | 1–0     |
| 3    | Cerro Pionono           | 27   | 16 | 8  | 3 | 5  | 35 | 18 | +17  | Segunda fase. |     | 0–1 | 0–1 | —   | 3–1 | 2–0 | 8–0 | 3–2 | 0–0 | 6–0     |
| 4    | Patriotas "B"           | 22   | 15 | 6  | 4 | 5  | 28 | 29 | −1   | Segunda fase. |     | 0–2 | 3–5 | 3–3 | —   | 6–4 | 1–0 | 3–0 | 1–1 | Anulado |
| 5    | Sabana Norte            | 22   | 16 | 5  | 7 | 4  | 24 | 22 | +2   |               |     | 1–2 | 1–1 | 1–0 | 2–2 | —   | 2–1 | 0–0 | 3–1 | 3–0     |
| 6    | Real Puerto Salgar      | 21   | 16 | 6  | 3 | 7  | 25 | 32 | −7   |               | 2–2 | 0–2 | 3–1 | 3–4 | 2–1 | —   | 2–2 | 0–0 | 3–0 |         |
| 7    | Atlético Flamengo       | 20   | 16 | 5  | 5 | 6  | 22 | 26 | −4   |               | 2–3 | 2–1 | 2–3 | 0–0 | 3–3 | 0–3 | —   | 1–1 | 1–0 |         |
| 8    | Grupo 15 F. C.          | 16   | 16 | 3  | 7 | 6  | 15 | 22 | −7   |               | 0–1 | 3–1 | 2–2 | 2–1 | 1–1 | 0–1 | 0–2 | —   | 1–0 |         |
| 9    | Catenaccio F. C.        | 1    | 15 | 0  | 1 | 14 | 5  | 34 | −29  | Retirado      |     | 2–3 | 0–4 | 0–1 | 0–1 | 0–1 | 0–1 | 1–3 | 2–2 | —       |

 Fuente: Difutbol

### Grupo L
| Pos. | Equipo                 | Pts. | PJ | G  | E | P  | GF | GC | Dif. | Clasificación |     | TIG | SAN | UNI | BOG | SAL | AND | EST | BAN     | DIS  | ACA     |
| ---- | ---------------------- | ---- | -- | -- | - | -- | -- | -- | ---- | ------------- | --- | --- | --- | --- | --- | --- | --- | --- | ------- | ---- | ------- |
| 1    | Tigres "B"             | 48   | 18 | 15 | 3 | 0  | 65 | 10 | +55  | Segunda fase  |     | —   | 1–1 | 1–1 | 1–0 | 4–0 | 2–2 | 3–0 | 7–1     | 11–0 | 1–0     |
| 2    | San Andrés F. C.       | 44   | 18 | 14 | 2 | 2  | 52 | 7  | +45  | Segunda fase  |     | 0–1 | —   | 2–1 | 1–0 | 3–1 | 3–0 | 3–0 | 1–0     | 3–1  | 4–0     |
| 3    | Unión Bogotá           | 33   | 18 | 10 | 3 | 5  | 42 | 21 | +21  | Segunda fase  |     | 1–2 | 0–3 | —   | 1–1 | 4–1 | 1–0 | 1–0 | 5–1     | 4–0  | 3–0     |
| 4    | Bogotá City            | 30   | 18 | 9  | 3 | 6  | 27 | 26 | +1   | Segunda fase  |     | 1–3 | 1–4 | 0–3 | —   | 3–2 | 2–1 | 2–1 | 1–0     | 4–0  | 3–2     |
| 5    | Atlético Salitre       | 24   | 18 | 8  | 0 | 10 | 25 | 48 | −23  |               |     | 0–6 | 0–4 | 1–6 | 0–2 | —   | 3–1 | 1–0 | 2–1     | 4–2  | 2–6     |
| 6    | Andino F. C.           | 24   | 18 | 7  | 3 | 8  | 24 | 26 | −2   |               | 1–3 | 0–2 | 3–2 | 0–0 | 0–1 | —   | 1–0 | 3–1 | 3–0     | 1–0  |         |
| 7    | Estrella Roja          | 17   | 17 | 4  | 5 | 8  | 28 | 24 | +4   | Expulsado     |     | 1–2 | 0–0 | 2–2 | 0–1 | 6–1 | 4–2 | —   | 2–2     | 6–0  | Anulado |
| 8    | Banfield               | 12   | 17 | 3  | 3 | 11 | 19 | 43 | −24  | Expulsado     |     | 0–5 | 0–8 | 0–1 | 1–1 | 0–1 | 0–1 | 3–3 | —       | 1–0  | 3–0     |
| 9    | Distrito Elite         | 11   | 18 | 3  | 2 | 13 | 15 | 66 | −51  |               |     | 0–6 | 1–0 | 1–5 | 3–2 | 0–4 | 2–2 | 0–0 | 2–5     | —    | 2–6     |
| 10   | Academia Internacional | 9    | 16 | 3  | 0 | 13 | 20 | 46 | −26  | Expulsado     |     | 1–6 | 0–9 | 3–1 | 2–3 | 0–1 | 0–3 | 0–3 | Anulado | 0–1  | —       |

 Fuente: Difutbol

### Grupo LL
| Pos. | Equipo                      | Pts. | PJ | G  | E | P  | GF | GC | Dif. | Clasificación |     | ACH  | TIG | USA | LTC | BEL | ARB | FIR | LYO | ACR |
| ---- | --------------------------- | ---- | -- | -- | - | -- | -- | -- | ---- | ------------- | --- | ---- | --- | --- | --- | --- | --- | --- | --- | --- |
| 1    | Atlético Chía               | 39   | 16 | 12 | 3 | 1  | 59 | 9  | +50  | Segunda fase. |     | —    | 0–0 | 1–0 | 7–0 | 8–0 | 4–0 | 1–1 | 6–1 | 8–0 |
| 2    | Tigres "C"                  | 36   | 16 | 11 | 3 | 2  | 35 | 13 | +22  | Segunda fase. |     | 0–0  | —   | 0–3 | 3–1 | 0–0 | 2–0 | 1–0 | 5–2 | 6–0 |
| 3    | Universidad Sergio Arboleda | 35   | 16 | 11 | 2 | 3  | 42 | 10 | +32  | Segunda fase. |     | 0–2  | 2–0 | —   | 1–3 | 2–0 | 2–1 | 4–1 | 1–0 | 9–0 |
| 4    | Lerma Talentos Colombia     | 35   | 16 | 11 | 2 | 3  | 48 | 25 | +23  | Segunda fase. |     | 3–0  | 2–4 | 1–1 | —   | 5–0 | 1–1 | 3–1 | 4–2 | 7–2 |
| 5    | Belhorizon                  | 19   | 16 | 6  | 1 | 9  | 23 | 41 | −18  |               |     | 0–2  | 1–5 | 0–2 | 2–3 | —   | 3–2 | 2–1 | 2–1 | 5–0 |
| 6    | Atlético Real Boyacá        | 15   | 16 | 4  | 3 | 9  | 24 | 36 | −12  |               | 3–5 | 0–2  | 1–1 | 1–4 | 3–1 | —   | 1–0 | 2–3 | 3–2 |     |
| 7    | First Level                 | 13   | 16 | 4  | 1 | 11 | 23 | 27 | −4   |               | 0–1 | 1–2  | 0–4 | 0–2 | 2–3 | 2–0 | —   | 1–2 | 9–0 |     |
| 8    | Lyon F. C.                  | 13   | 16 | 4  | 1 | 11 | 21 | 40 | −19  | Expulsado     |     | 1–4  | 0–3 | 0–4 | 0–1 | 4–0 | 1–1 | 1–2 | —   | 2–1 |
| 9    | Asociación Cristiana        | 3    | 16 | 1  | 0 | 15 | 13 | 87 | −74  |               |     | 0–10 | 1–2 | 0–6 | 0–8 | 1–4 | 3–5 | 0–2 | 3–1 | —   |

 Fuente: Difutbol

### Grupo M
| Pos. | Equipo                      | Pts. | PJ | G  | E | P  | GF | GC | Dif. | Clasificación |     | ILU | SLU | SOL | CAR | RSA | STO | CAC | EDP |
| ---- | --------------------------- | ---- | -- | -- | - | -- | -- | -- | ---- | ------------- | --- | --- | --- | --- | --- | --- | --- | --- | --- |
| 1    | Ilusión Naranja             | 33   | 14 | 10 | 3 | 1  | 41 | 15 | +26  | Segunda fase. |     | —   | 4–1 | 3–2 | 0–1 | 5–1 | 6–1 | 4–1 | 4–0 |
| 2    | Santa Lucia F. C.           | 26   | 14 | 8  | 2 | 4  | 38 | 29 | +9   | Segunda fase. |     | 2–2 | —   | 3–2 | 4–2 | 5–3 | 3–0 | 5–2 | 3–0 |
| 3    | Soledad F. C.               | 24   | 14 | 7  | 3 | 4  | 37 | 21 | +16  | Segunda fase. |     | 0–0 | 4–1 | —   | 2–4 | 1–1 | 6–0 | 3–0 | 6–1 |
| 4    | Caribe Sport                | 24   | 14 | 7  | 3 | 4  | 37 | 23 | +14  |               |     | 1–2 | 4–2 | 3–3 | —   | 2–4 | 5–1 | 3–0 | 7–0 |
| 5    | Real Sabanalarga            | 20   | 14 | 6  | 2 | 6  | 27 | 29 | −2   |               | 1–3 | 2–2 | 1–2 | 1–0 | —   | 3–0 | 3–2 | 1–0 |     |
| 6    | Club Santo Tomás            | 15   | 14 | 4  | 3 | 7  | 15 | 33 | −18  |               | 1–1 | 1–2 | 1–2 | 1–1 | 3–1 | —   | 1–0 | 2–1 |     |
| 7    | Club Cachorros              | 12   | 14 | 4  | 0 | 10 | 21 | 34 | −13  |               | 1–3 | 3–2 | 1–3 | 2–3 | 3–1 | 1–2 | —   | 4–1 |     |
| 8    | Estudiantes de la Provincia | 5    | 14 | 1  | 2 | 11 | 10 | 42 | −32  | Retirado      |     | 2–4 | 0–3 | 2–1 | 1–1 | 1–4 | 1–1 | 0–1 | —   |

 Fuente: Difutbol

### Grupo N
| Pos. | Equipo             | Pts. | PJ | G | E | P  | GF | GC | Dif. | Clasificación |     | RFU | ARA | QUI | BAS | AIT | BER |
| ---- | ------------------ | ---- | -- | - | - | -- | -- | -- | ---- | ------------- | --- | --- | --- | --- | --- | --- | --- |
| 1    | Real Fundación     | 21   | 10 | 6 | 3 | 1  | 23 | 12 | +11  | Segunda fase. |     | —   | 2–1 | 2–0 | 2–0 | 1–1 | 4–1 |
| 2    | Atlético Aracataca | 17   | 10 | 5 | 2 | 3  | 25 | 15 | +10  | Segunda fase. |     | 2–2 | —   | 5–2 | 3–1 | 2–2 | 3–0 |
| 3    | Deportivo Quique   | 17   | 10 | 5 | 2 | 3  | 18 | 13 | +5   |               |     | 3–1 | 1–0 | —   | 2–2 | 0–0 | 6–0 |
| 4    | Club Bastidas      | 16   | 10 | 5 | 1 | 4  | 27 | 20 | +7   |               | 1–3 | 2–4 | 3–2 | —   | 2–0 | 4–1 |     |
| 5    | Academia Italiana  | 13   | 10 | 3 | 4 | 3  | 13 | 17 | −4   |               | 1–1 | 2–1 | 0–1 | 2–8 | —   | 1–0 |     |
| 6    | Beraca APK         | 0    | 10 | 0 | 0 | 10 | 7  | 36 | −29  |               | 2–5 | 1–4 | 0–1 | 1–4 | 1–4 | —   |     |

 Fuente: Difutbol

### Grupo Ñ
| Pos. | Equipo                    | Pts. | PJ | G | E | P | GF | GC | Dif. | Clasificación |     | PYF | JUV | AXO | FAN | ACB | AJM | BOL | ISJ |
| ---- | ------------------------- | ---- | -- | - | - | - | -- | -- | ---- | ------------- | --- | --- | --- | --- | --- | --- | --- | --- | --- |
| 1    | Paz y Futuro              | 22   | 14 | 6 | 4 | 4 | 19 | 15 | +4   | Segunda fase. |     | —   | 2–0 | 0–0 | 1–0 | 1–1 | 2–2 | 0–1 | 1–0 |
| 2    | Juventud 2000             | 22   | 14 | 5 | 7 | 2 | 24 | 24 | 0    | Segunda fase. |     | 3–1 | —   | 2–2 | 1–0 | 2–1 | 2–2 | 1–1 | 2–2 |
| 3    | Atlético Axon             | 21   | 14 | 5 | 6 | 3 | 31 | 22 | +9   | Segunda fase. |     | 2–2 | 3–3 | —   | 0–3 | 2–3 | 4–0 | 3–1 | 4–1 |
| 4    | Fantasia Cartagena        | 20   | 14 | 6 | 2 | 6 | 27 | 31 | −4   |               |     | 1–2 | 6–2 | 2–6 | —   | 0–6 | 3–2 | 2–2 | 3–1 |
| 5    | Athletic Club Bolívar     | 20   | 14 | 5 | 5 | 4 | 25 | 18 | +7   |               | 3–1 | 2–2 | 0–2 | 1–1 | —   | 0–2 | 3–0 | 0–0 |     |
| 6    | Atlético Juan Martín      | 18   | 14 | 5 | 3 | 6 | 17 | 18 | −1   |               | 1–0 | 0–1 | 0–0 | 3–0 | 0–2 | —   | 2–0 | 3–1 |     |
| 7    | Bolívar F. C.             | 16   | 14 | 4 | 4 | 6 | 21 | 25 | −4   |               | 0–2 | 1–1 | 4–2 | 2–3 |     | 1–0 | —   | 4–1 |     |
| 8    | Independiente San Jacinto | 12   | 14 | 3 | 3 | 8 | 20 | 30 | −10  |               | 1–4 | 1–2 | 1–1 | 2–3 | 3–1 | 3–0 | 3–2 | —   |     |

 Fuente: Difutbol

### Grupo O
| Pos. | Equipo                | Pts. | PJ | G  | E | P  | GF | GC | Dif. | Clasificación |     | INT | NAP | SAM | DJM | EAZ     | SFA | SUL | FLP     | EMB     | CON     |
| ---- | --------------------- | ---- | -- | -- | - | -- | -- | -- | ---- | ------------- | --- | --- | --- | --- | --- | ------- | --- | --- | ------- | ------- | ------- |
| 1    | Internacional         | 42   | 18 | 13 | 3 | 2  | 36 | 13 | +23  | Segunda fase. |     | —   | 1–0 | 1–1 | 5–1 | 2–3     | 2–0 | 4–0 | 1–0     | 1–0     | 3–1     |
| 2    | Nápoles               | 40   | 18 | 13 | 1 | 4  | 40 | 18 | +22  | Segunda fase. |     | 0–3 | —   | 4–1 | 2–1 | 1–0     | 3–0 | 9–0 | 3–0     | 1–0     | 1–0     |
| 3    | Sampdoria             | 38   | 18 | 12 | 2 | 4  | 24 | 16 | +8   | Segunda fase. |     | 0–0 | 1–0 | —   | 1–3 | 1–0     | 2–0 | 2–0 | 0–1     | 1–0     | 1–0     |
| 4    | Deportivo J. M.       | 36   | 18 | 11 | 3 | 4  | 29 | 22 | +7   | Segunda fase. |     | 3–2 | 5–4 | 0–1 | —   | 1–0     | 0–0 | 2–2 | 2–2     | 1–0     | 1–0     |
| 5    | Equipo Azul           | 31   | 16 | 10 | 1 | 5  | 27 | 11 | +16  | Expulsado     |     | 0–1 | 2–2 | 4–1 | 3–1 | —       | 0–1 | 1–0 | 3–0     | 1–0     | Anulado |
| 6    | San Francisco         | 25   | 18 | 8  | 1 | 9  | 20 | 26 | −6   |               |     | 0–1 | 3–1 | 2–5 | 0–3 | 0–1     | —   | 4–1 | 1–0     | 1–0     | 2–1     |
| 7    | Sultanes FG           | 22   | 18 | 7  | 1 | 10 | 20 | 43 | −23  |               | 3–6 | 2–3 | 1–2 | 0–2 | 0–6 | 2–1     | —   | 1–0 | 1–0     | 1–0     |         |
| 8    | Club Formativo La Paz | 14   | 17 | 4  | 2 | 11 | 13 | 25 | −12  | Expulsado     |     | 1–1 | 0–1 | 0–1 | 0–1 | 0–2     | 2–5 | 1–2 | —       | 2–1     | 3–0     |
| 9    | Los Embajadores       | 0    | 15 | 0  | 0 | 15 | 1  | 16 | −15  | Retirado      |     | 0–1 | 0–1 | 0–1 | 0–1 | Anulado | 0–1 | 0–1 | 0–1     | —       | Anulado |
| 10   | Cóndor F. C.          | 0    | 14 | 0  | 0 | 14 | 3  | 22 | −19  | Expulsado     |     | 0–1 | 1–2 | 0–1 | 0–1 | 0–1     | 0–1 | 0–3 | Anulado | Anulado | —       |

 Fuente: Difutbol

### Grupo P
| Pos. | Equipo                 | Pts. | PJ | G  | E | P  | GF | GC | Dif. | Clasificación |     | COD | ADM | INJ | RSJ | SIO | GUA | ARS | ILU | DMA | SEM |
| ---- | ---------------------- | ---- | -- | -- | - | -- | -- | -- | ---- | ------------- | --- | --- | --- | --- | --- | --- | --- | --- | --- | --- | --- |
| 1    | Codazzi F. C.          | 37   | 18 | 11 | 4 | 3  | 47 | 23 | +24  | Segunda fase. |     | —   | 2–1 | 2–3 | 2–1 | 3–1 | 3–0 | 3–1 | 3–1 | 7–0 | 3–1 |
| 2    | Atletas del Mañana     | 37   | 18 | 11 | 4 | 3  | 36 | 17 | +19  | Segunda fase. |     | 2–0 | —   | 1–0 | 2–0 | 0–0 | 2–0 | 2–0 | 5–0 | 3–0 | 4–1 |
| 3    | Inter Junior           | 32   | 18 | 9  | 5 | 4  | 35 | 25 | +10  | Segunda fase. |     | 3–3 | 1–1 | —   | 6–3 | 0–3 | 2–2 | 4–2 | 2–1 | 2–1 | 3–0 |
| 4    | Real San Juan          | 31   | 18 | 9  | 4 | 5  | 33 | 25 | +8   | Segunda fase. |     | 2–2 | 1–3 | 1–0 | —   | 3–1 | 1–1 | 0–0 | 3–0 | 2–0 | 3–1 |
| 5    | Sión F. C.             | 28   | 18 | 7  | 7 | 4  | 31 | 20 | +11  |               |     | 3–3 | 3–0 | 0–0 | 0–1 | —   | 4–2 | 3–2 | 1–1 | 2–2 | 6–0 |
| 6    | Guajira F. C.          | 25   | 18 | 6  | 7 | 5  | 26 | 26 | 0    |               | 3–1 | 2–2 | 2–0 | 2–4 | 2–1 | —   | 0–1 | 3–1 | 1–1 | 2–2 |     |
| 7    | Club Deportivo Arsenal | 22   | 18 | 6  | 4 | 8  | 31 | 22 | +9   |               | 0–1 | 2–1 | 0–1 | 3–0 | 1–1 | 0–1 | —   | 2–2 | 6–1 | 9–0 |     |
| 8    | Ilusión Vallenata      | 13   | 18 | 3  | 4 | 11 | 16 | 34 | −18  |               | 0–2 | 2–3 | 0–3 | 1–2 | 0–1 | 0–0 | 2–0 | —   | 1–1 | 2–1 |     |
| 9    | Deportivo Manaure      | 11   | 18 | 1  | 8 | 9  | 12 | 34 | −22  |               | 1–1 | 1–1 | 0–2 | 2–2 | 0–0 | 0–2 | 0–0 | 2–0 | —   | 0–1 |     |
| 10   | Semillero Uribiero     | 9    | 18 | 2  | 3 | 13 | 14 | 54 | −40  |               | 0–6 | 2–3 | 3–3 | 0–4 | 0–1 | 1–1 | 0–2 | 0–2 | 1–0 | —   |     |

 Fuente: Difutbol

### Grupo Q
| Pos. | Equipo                 | Pts. | PJ | G | E | P  | GF | GC | Dif. | Clasificación |     | TDS | TUR | CRI | JIR | BJS | ATS | EST |
| ---- | ---------------------- | ---- | -- | - | - | -- | -- | -- | ---- | ------------- | --- | --- | --- | --- | --- | --- | --- | --- |
| 1    | Tigres del Sinú        | 28   | 12 | 9 | 1 | 2  | 26 | 8  | +18  | Segunda fase. |     | —   | 2–0 | 3–0 | 2–2 | 2–1 | 8–0 | 1–0 |
| 2    | Turbo F. C.            | 25   | 12 | 8 | 1 | 3  | 18 | 9  | +9   | Segunda fase. |     | 2–1 | —   | 3–0 | 2–0 | 2–0 | 3–1 | 1–0 |
| 3    | Club Criollitos        | 24   | 12 | 8 | 0 | 4  | 20 | 14 | +6   | Segunda fase. |     | 0–2 | 1–0 | —   | 3–0 | 3–2 | 5–1 | 3–0 |
| 4    | Atlético Jireh         | 23   | 12 | 7 | 2 | 3  | 15 | 11 | +4   |               |     | 3–0 | 0–0 | 1–0 | —   | 2–1 | 2–1 | 1–0 |
| 5    | Boca Juniors Sincelejo | 16   | 12 | 5 | 1 | 6  | 16 | 19 | −3   |               | 0–3 | 2–1 | 1–2 | 1–0 | —   | 4–2 | 1–0 |     |
| 6    | Atlético Sinú          | 7    | 12 | 2 | 1 | 9  | 13 | 33 | −20  |               | 0–1 | 2–3 | 1–2 | 1–3 | 2–2 | —   | 1–0 |     |
| 7    | Estrellas de Tierralta | 0    | 12 | 0 | 0 | 12 | 0  | 14 | −14  | Retirado      |     | 0–1 | 0–1 | 0–1 | 0–1 | 0–1 | 0–1 | —   |

 Fuente: Difutbol

### Grupo R
| Pos. | Equipo                 | Pts. | PJ | G  | E | P | GF | GC | Dif. | Clasificación |     | OSU | AJA | ACO | SAM | TPA | JRM | RMO | ALC |
| ---- | ---------------------- | ---- | -- | -- | - | - | -- | -- | ---- | ------------- | --- | --- | --- | --- | --- | --- | --- | --- | --- |
| 1    | Once Sucre             | 34   | 14 | 10 | 4 | 0 | 31 | 11 | +20  | Segunda fase. |     | —   | 2–1 | 6–1 | 1–0 | 3–0 | 3–0 | 2–0 | 4–2 |
| 2    | Academía Jesús Arrieta | 20   | 14 | 5  | 5 | 4 | 17 | 15 | +2   | Segunda fase. |     | 0–1 | —   | 2–1 | 1–0 | 1–0 | 4–1 | 1–1 | 1–0 |
| 3    | Athletic Corozal       | 20   | 14 | 5  | 5 | 4 | 17 | 20 | −3   | Segunda fase. |     | 1–1 | 0–0 | —   | 1–1 | 1–1 | 3–2 | 2–1 | 1–0 |
| 4    | Sampués F. C.          | 17   | 14 | 4  | 5 | 5 | 20 | 20 | 0    |               |     | 2–2 | 0–0 | 2–0 | —   | 2–3 | 2–0 | 2–1 | 0–2 |
| 5    | Talento Palmitero      | 15   | 14 | 3  | 6 | 5 | 18 | 22 | −4   |               | 1–1 | 2–1 | 1–0 | 3–3 | —   | 0–1 | 1–1 | 2–2 |     |
| 6    | Juventud Real Magangué | 15   | 14 | 3  | 6 | 5 | 16 | 23 | −7   |               | 1–1 | 1–1 | 2–2 | 4–3 | 2–1 | —   | 1–1 | 0–0 |     |
| 7    | Real Mompox            | 14   | 14 | 3  | 5 | 6 | 16 | 20 | −4   |               | 2–3 | 4–2 | 0–2 | 0–1 | 3–2 | 0–0 | —   | 1–1 |     |
| 8    | Alianza Corozal        | 12   | 14 | 2  | 6 | 6 | 15 | 19 | −4   |               | 0–1 | 2–2 | 1–2 | 2–2 | 1–1 | 2–1 | 0–1 | —   |     |

 Fuente: Difutbol

### Grupo S
| Pos. | Equipo               | Pts. | PJ | G  | E | P  | GF | GC | Dif. | Clasificación |     | CIA | CHA | IPA | PRO | CFC | ADG | SDN | OLI |
| ---- | -------------------- | ---- | -- | -- | - | -- | -- | -- | ---- | ------------- | --- | --- | --- | --- | --- | --- | --- | --- | --- |
| 1    | Ciamen F. C.         | 31   | 14 | 10 | 1 | 3  | 33 | 11 | +22  | Segunda fase. |     | —   | 3–1 | 2–1 | 0–1 | 2–1 | 5–0 | 6–1 | 4–1 |
| 2    | Atlético Chapinero   | 30   | 14 | 10 | 0 | 4  | 36 | 19 | +17  | Segunda fase. |     | 3–1 | —   | 0–3 | 2–1 | 2–0 | 3–1 | 3–2 | 2–0 |
| 3    | Internacional Patios | 27   | 14 | 9  | 0 | 5  | 25 | 17 | +8   | Segunda fase. |     | 1–0 | 0–1 | —   | 2–1 |     | 3–1 | 1–0 | 2–1 |
| 4    | La Provincia         | 26   | 14 | 8  | 2 | 4  | 25 | 14 | +11  |               |     | 0–0 | 4–2 | 2–3 | —   | 2–0 | 3–0 | 2–0 | 2–1 |
| 5    | Cúcuta F. C.         | 22   | 14 | 7  | 1 | 6  | 23 | 20 | +3   |               | 0–2 | 3–2 | 2–0 | 1–2 | —   | 3–1 | 1–0 | 4–2 |     |
| 6    | Astros de Guaimaral  | 12   | 14 | 4  | 0 | 10 | 14 | 38 | −24  | Expulsado     |     | 1–2 | 1–6 | 2–0 | 0–3 | 0–3 | —   | 0–3 | 3–2 |
| 7    | Santander del Norte  | 9    | 14 | 2  | 3 | 9  | 15 | 27 | −12  |               |     | 0–1 | 0–2 | 2–6 | 1–1 | 1–1 | 0–1 | —   | 1–1 |
| 8    | Academia Olímpicas   | 8    | 14 | 2  | 2 | 10 | 17 | 42 | −25  |               | 0–5 | 0–7 | 1–2 | 2–1 | 3–2 | 2–3 | 1–4 | —   |     |

 Fuente: Difutbol

### Grupo T
| Pos. | Equipo                   | Pts. | PJ | G | E | P | GF | GC | Dif. | Clasificación |     | RBA | TDS | RPS | RSN | ATS | TAL | FER  |
| ---- | ------------------------ | ---- | -- | - | - | - | -- | -- | ---- | ------------- | --- | --- | --- | --- | --- | --- | --- | ---- |
| 1    | Real Barrancabermeja     | 29   | 12 | 9 | 2 | 1 | 31 | 10 | +21  | Segunda fase. |     | —   | 2–3 | 1–0 | 4–1 | 3–0 | 3–1 | 3–0  |
| 2    | Talentos del Sur         | 24   | 12 | 8 | 0 | 4 | 27 | 16 | +11  | Segunda fase. |     | 0–1 | —   | 2–1 | 1–2 | 5–0 | 4–0 | 2–1  |
| 3    | River Plate Santander    | 20   | 12 | 6 | 2 | 4 | 28 | 15 | +13  | Segunda fase. |     | 1–1 | 3–1 | —   | 1–1 | 3–1 | 2–1 | 10–2 |
| 4    | Real Soto Norte          | 20   | 12 | 6 | 2 | 4 | 26 | 22 | +4   |               |     | 2–4 | 1–3 | 2–1 | —   | 2–0 | 3–2 | 3–0  |
| 5    | Atlético Santander       | 11   | 12 | 2 | 5 | 5 | 9  | 20 | −11  |               | 2–2 | 1–0 | 1–4 | 1–1 | —   | 3–0 | 0–0 |      |
| 6    | Talentos Barrancabermeja | 10   | 12 | 3 | 1 | 8 | 17 | 32 | −15  |               | 0–4 | 3–4 | 2–0 | 5–3 | 0–0 | —   | 0–5 |      |
| 7    | Deportivo Ferry          | 5    | 12 | 1 | 2 | 9 | 10 | 33 | −23  |               | 0–3 | 1–2 | 0–2 | 0–5 | 0–0 | 1–3 | —   |      |

 Fuente: Difutbol

### Mejor Tercero Grupos G, H, I y J
| Pos. | Equipo            | Pts. | PJ | G | E | P | GF | GC | Dif. | Clasificación |
| ---- | ----------------- | ---- | -- | - | - | - | -- | -- | ---- | ------------- |
| 1    | Atlético Real Paz | 20   | 10 | 6 | 2 | 2 | 31 | 18 | +13  | Segunda fase. |
| 2    | Real Tolima       | 16   | 10 | 5 | 1 | 4 | 35 | 33 | +2   |               |
| 3    | Alianza Llanos    | 14   | 10 | 4 | 2 | 4 | 24 | 15 | +9   |               |
| 4    | ITFIP             | 11   | 8  | 3 | 2 | 3 | 23 | 15 | +8   |               |

 Fuente: Difutbol

## Fase eliminatoria
Equipos clasificados:
| Grupo A - Panteras F. C. - Soccer Law - Total Soccer - Itagüí Soccer Grupo B - Atlético San Juan - Nueva Generación Tadó - Linaje Grupo C - Masiaz - Politécnico Jaime Isaza Grupo D - Mario Gimenez - Tigres del Quindío Grupo E - Independiente Popayán - Locos por el Fútbol - Oros del Pacífico - Semillas Tuluá Grupo F - Will Nariño - Deportivo La Sabana | Grupo G - Llaneros "B" - Real Cumare Grupo H - Bicentenario - Atlético del Oriente - Atlético Real Paz Grupo I - Alianza Tolima - Fiorentina F. C. Grupo J - Sporting Caquetá - Juventud Huila Grupo K - Cerro Pionono - Club Santoto - Academia Blanco y Negro - Patriotas "B" Grupo L - Tigres "B" - San Andrés F. C. - Unión Bogotá - Bogotá City | Grupo LL - Atlético Chía - Tigres "C" - Universidad Sergio Arboleda - Lerma Talentos Colombia Grupo M - Ilusión Naranja - Santa Lucia F. C. - Soledad F. C. Grupo N - Real Fundación - Atlético Aracataca Grupo Ñ - Paz y Futuro - Juventud 2000 - Atlético Axón Grupo O - Deportivo J. M. - Internacional - Nápoles - Sampdoria | Grupo P - Codazzi F. C. - Atletas del Mañana - Real San Juan - Inter Junior Grupo Q - Tigres del Sinú - Turbo F. C. - Club Criollitos Grupo R - Once Sucre - Athletic Corozal - Academia Jesús Arrieta Grupo S - Ciamen F. C. - Atlético Chapinero - Internacional Patios Grupo T - Talentos del Sur - Real Barrancabermeja - River Santander |

Total de equipos clasificados: 66 (Corte del 30 de agosto de 2023)

### Segunda fase
Los 66 equipos clasificados provenientes de la zona de grupos se enfrentarán en llaves de eliminación directa. Los partidos de ida se jugaron entre los días 2 y 3 de septiembre, mientras que los partidos de vuelta entre el 9 y 10 de septiembre. Fueron locales en el partido de vuelta los equipos mejor ubicados por posición. En caso de ocupar la misma posición se tomó como criterio los puntos conseguidos sin importar el número de partidos jugados.
| Local en la ida             | Agr.         | Local en la vuelta      | Ida | Vuelta |
| --------------------------- | ------------ | ----------------------- | --- | ------ |
| Bogotá City                 | 1-14         | Total Soccer            | 0-3 | 1-11   |
| Panteras F. C.              | 8-0          | Atlético San Juan       | 3-0 | 5-0    |
| Patriotas "B"               | 3-3 (4-3 p.) | Masiaz                  | 3-2 | 0-1    |
| Lerma Talentos Colombia     | 2-6          | Mario Gimenez           | 2-2 | 0-4    |
| Cerro Pionono               | 2-0          | Independiente Popayán   | 2-0 | 0-0    |
| Semillas Tuluá              | 2-1          | Deportivo La Sabana     | 1-0 | 1-1    |
| Atlético del Oriente        | 2-2 (3-2 p.) | Llaneros "B"            | 1-1 | 1-1    |
| Real Cumare                 | 0-7          | Bicentenario            | 0-3 | 0-4    |
| Unión Bogotá                | 0-5          | Alianza Tolima          | 0-2 | 0-3    |
| Universidad Sergio Arboleda | 1-3          | Sporting Caquetá        | 1-0 | 0-3    |
| Politécnico Jaime Isaza     | 8-2          | Club Santoto            | 3-0 | 5-2    |
| Tigres del Quindío          | 0-2          | Tigres "B"              | 0-2 | 0-0    |
| Locos por el Fútbol         | 2-3          | Atlético Chía           | 2-2 | 0-1    |
| Atlético Axón               | 0-9          | Ilusión Naranja         | 0-6 | 0-W    |
| Soledad F. C.               | 6-5          | Real Fundación          | 3-1 | 3-4    |
| Atlético Aracataca          | 4-1          | Paz y Futuro            | 4-0 | 0-1    |
| Real San Juan               | 2-2 (3-1 p.) | Internacional           | 1-0 | 1-2    |
| Deportivo J. M.             | 3-2          | Codazzi F. C.           | 2-0 | 1-2    |
| Athletic Corozal            | 3-4          | Tigres del Sinú         | 2-3 | 1-1    |
| Club Criollitos             | 2-3          | Once Sucre              | 2-1 | 0-2    |
| River Plate Santander       | 1-3          | Ciamen F. C.            | 1-1 | 0-2    |
| Internacional Patios        | 0-2          | Real Barrancabermeja    | 0-1 | 0-1    |
| Linaje                      | 1-3          | Soccer Law              | 1-0 | 0-3    |
| Itagüí Soccer               | 5-3          | Nueva Generación Tadó   | 4-1 | 1-2    |
| Oros del Pacífico           | 3-3 (3-4 p.) | Will Nariño             | 3-1 | 0-2    |
| Fiorentina F. C.            | 5-1          | Academia Blanco y Negro | 4-1 | 1-0    |
| Juventud Huila              | 1-6          | San Andrés F. C.        | 1-2 | 0-4    |
| Atlético Real Paz           | 3-6          | Tigres "C"              | 1-2 | 2-4    |
| Juventud 2000               | 3-3 (3-4 p.) | Santa Lucía F. C.       | 1-1 | 2-2    |
| Inter Junior                | 0-2          | Napoles                 | 0-0 | 0-2    |
| Sampdoria                   | 1-3          | Atletas del Mañana      | 0-1 | 1-2    |
| Academia Jesús Arrieta      | 1-3          | Turbo F. C.             | 1-0 | 0-3    |
| Talentos del Sur            | 3-5          | Atlético Chapinero      | 1-0 | 2-5    |

### Mejor perdedor Zona del Interior
El mejor perdedor de las llaves entre los equipos del interior del país clasifica a la tercera ronda, Solo se muestran los cinco primeros.
| Pos. | Equipo                      | Pts. | PJ | G | E | P | GF | GC | Dif. | Clasificación |
| ---- | --------------------------- | ---- | -- | - | - | - | -- | -- | ---- | ------------- |
| 1    | Masiaz                      | 3    | 2  | 1 | 0 | 1 | 3  | 3  | 0    | Tercera fase. |
| 2    | Oros del Pacífico           | 3    | 2  | 1 | 0 | 1 | 3  | 3  | 0    |               |
| 3    | Universidad Sergio Arboleda | 3    | 2  | 1 | 0 | 1 | 1  | 3  | −2   |               |
| 4    | Linaje                      | 3    | 2  | 1 | 0 | 1 | 1  | 3  | −2   |               |
| 5    | Nueva Generación Tadó       | 3    | 2  | 1 | 0 | 1 | 2  | 5  | −3   |               |

 Fuente: Difutbol

### Mejor perdedor Zona Caribe
El mejor perdedor de las llaves entre los equipos de la región caribe clasifica a la tercera ronda, Solo se muestran los cinco primeros.
| Pos. | Equipo                 | Pts. | PJ | G | E | P | GF | GC | Dif. | Clasificación |
| ---- | ---------------------- | ---- | -- | - | - | - | -- | -- | ---- | ------------- |
| 1    | Internacional          | 3    | 2  | 1 | 0 | 1 | 2  | 2  | 0    | Tercera fase. |
| 2    | Real Fundación         | 3    | 2  | 1 | 0 | 1 | 5  | 6  | −1   |               |
| 3    | Club Criollitos        | 3    | 2  | 1 | 0 | 1 | 2  | 3  | −1   |               |
| 4    | Codazzi F. C.          | 3    | 2  | 1 | 0 | 1 | 2  | 3  | −1   |               |
| 5    | Academia Jesús Arrieta | 3    | 2  | 1 | 0 | 1 | 1  | 3  | −2   |               |

 Fuente: Difutbol

### Mejor perdedor Zonal Santanderes
El mejor perdedor de las llaves entre los equipos de la zona de los Santanderes clasifica a la tercera ronda.
| Pos. | Equipo                | Pts. | PJ | G | E | P | GF | GC | Dif. | Clasificación |
| ---- | --------------------- | ---- | -- | - | - | - | -- | -- | ---- | ------------- |
| 1    | Talentos del Sur      | 3    | 2  | 1 | 0 | 1 | 3  | 5  | −2   | Tercera fase. |
| 2    | River Plate Santander | 1    | 2  | 0 | 1 | 1 | 1  | 3  | −2   |               |
| 3    | Internacional Patios  | 0    | 2  | 0 | 0 | 2 | 0  | 2  | −2   |               |

 Fuente: Difutbol

### Tercera fase
Jugaron 36 equipos provenientes de la fase II incluidos tres mejores perdedores. Los partidos de ida se disputaron entre los días 16 y 17 de septiembre, mientras que los partidos de vuelta entre el 23 y 24 del mismo mes. Serán locales en el partido de vuelta los equipos con mayor puntaje en la segunda fase.
| Local en la ida      | Agr.         | Local en la vuelta      | Ida | Vuelta |
| -------------------- | ------------ | ----------------------- | --- | ------ |
| Tigres "C"           | 2-9          | Total Soccer            | 2-4 | 0-5    |
| San Andrés F. C.     | 0-2          | Panteras                | 0-0 | 0-2    |
| Patriotas "B"        | 1-7          | Fiorentina F. C.        | 1-3 | 0-4    |
| Will Nariño          | 2-2 (2-3 p.) | Mario Gimenez           | 1-0 | 1-2    |
| Itagüí Soccer        | 3-7          | Cerro Pionono           | 3-2 | 0-5    |
| Soccer Law           | 1-2          | Semillas Tuluá          | 1-0 | 0-2    |
| Atlético del Oriente | 3-2          | Atlético Chía           | 1-1 | 2-1    |
| Tigres "B"           | 2-1          | Bicentenario F. C.      | 0-0 | 2-1    |
| Alianza Tolima       | 4-4 (4-5 p.) | Politécnico Jaime Isaza | 3-2 | 1-2    |
| Masiaz               | 5-5 (4-3 p.) | Sporting Caquetá        | 4-1 | 1-4    |
| Turbo F. C.          | 2-3          | Ilusión Naranja         | 1-1 | 1-2    |
| Soledad F. C.        | 1-5          | Atletas del Mañana      | 1-2 | 0-3    |
| Atlético Aracataca   | 4-2          | Nápoles                 | 2-0 | 2-2    |
| Santa Lucia F. C.    | 2-1          | Real San Juan           | 2-0 | 0-1    |
| Deportivo J. M.      | 3-5          | Once Sucre              | 2-1 | 1-4    |
| Internacional        | 3-5          | Tigres del Sinú         | 2-3 | 1-2    |
| Atlético Chapinero   | 0-3          | Ciamen F. C.            | 0-1 | 0-2    |
| Talentos del Sur     | 4-6          | Real Barrancabermeja    | 2-2 | 2-4    |

### Cuarta fase
Jugarán 18 equipos provenientes de la fase III. Los partidos de ida se jugarán entre los días 30 de septiembre y 1 de octubre, mientras que los partidos de vuelta entre el 7 y 8 de octubre. Serán locales en el partido de vuelta los equipos con mayor puntaje en la tercera fase.
| Local en la ida         | Agr.         | Local en la vuelta | Ida | Vuelta |
| ----------------------- | ------------ | ------------------ | --- | ------ |
| Real Barrancabermeja    | 3-5          | Total Soccer       | 0-3 | 3-2    |
| Panteras F. C.          | 1-1 (2-3 p.) | Ciamen F. C.       | 1-0 | 0-1    |
| Tigres del Sinú         | 1-2          | Fiorentina F. C.   | 0-0 | 1-2    |
| Mario Gimenez           | 1-1 (4-3 p.) | Once Sucre         | 1-1 | 0-0    |
| Santa Lucía F. C.       | 6-3          | Cerro Pionono      | 5-0 | 1-3    |
| Semillas Tuluá          | 0-4          | Atlético Aracataca | 0-2 | 0-2    |
| Atlético del Oriente    | 1-1 (6-7 p.) | Atletas del Mañana | 0-0 | 1-1    |
| Tigres "B"              | 1-2          | Ilusión Naranja    | 1-0 | 0-2    |
| Politécnico Jaime Isaza | 2-3          | Masiaz             | 1-1 | 1-2    |

### Mejor perdedor Cuarta Fase
El mejor perdedor de las llaves clasifica a la quinta ronda, Solo se muestran los cinco primeros.
| Pos. | Equipo               | Pts. | PJ | G | E | P | GF | GC | Dif. | Clasificación |
| ---- | -------------------- | ---- | -- | - | - | - | -- | -- | ---- | ------------- |
| 1    | Panteras F. C.       | 3    | 2  | 1 | 0 | 1 | 1  | 1  | 0    | Quinta fase.  |
| 2    | Tigres "B"           | 3    | 2  | 1 | 0 | 1 | 1  | 2  | −1   |               |
| 3    | Real Barrancabermeja | 3    | 2  | 1 | 0 | 1 | 3  | 5  | −2   |               |
| 4    | Cerro Pionono        | 3    | 2  | 1 | 0 | 1 | 3  | 6  | −3   |               |
| 5    | Once Sucre           | 2    | 2  | 0 | 2 | 0 | 1  | 1  | 0    |               |

 Fuente: Difutbol

### Quinta fase
Jugarán 10 equipos provenientes de la fase IV incluido el mejor perdedor. Los partidos de ida se jugarán entre los días 14 y 15 de octubre, mientras que los partidos de vuelta entre el 21 y 22 del mismo mes. Serán locales en el partido de vuelta los equipos con mayor puntaje en la cuarta fase.
| Local en la ida    | Agr. | Local en la vuelta | Ida | Vuelta |
| ------------------ | ---- | ------------------ | --- | ------ |
| Total Soccer       | 7-2  | Santa Lucía F. C.  | 4-1 | 3-1    |
| Mario Giménez      | 1-3  | Ciamen F. C.       | 1-0 | 0-3    |
| Fiorentina F. C.   | 2-3  | Atlético Aracataca | 1-3 | 1-0    |
| Atletas del Mañana | 3-1  | Masiaz             | 0-0 | 3-1    |
| Panteras F. C.     | 2-6  | Ilusión Naranja    | 0-1 | 2-5    |

### Mejor perdedor Quinta Fase
El mejor perdedor de las llaves clasifica a la quinta ronda, Solo se muestran los tres primeros.
| Pos. | Equipo           | Pts. | PJ | G | E | P | GF | GC | Dif. | Clasificación |
| ---- | ---------------- | ---- | -- | - | - | - | -- | -- | ---- | ------------- |
| 1    | Fiorentina F. C. | 3    | 2  | 1 | 0 | 1 | 2  | 3  | −1   | Sexta fase.   |
| 2    | Mario Gimenez    | 3    | 2  | 1 | 0 | 1 | 1  | 3  | −2   |               |
| 3    | Masiaz F. C.     | 1    | 2  | 0 | 1 | 1 | 1  | 3  | −2   |               |

 Fuente: Difutbol

### Sexta fase
Jugarán 6 equipos provenientes de la fase V incluido el mejor perdedor. Los partidos de ida se jugarán entre los días 4 y 5 de noviembre, mientras que los partidos de vuelta entre el 11 y 12 del mismo mes. Serán locales en el partido de vuelta los equipos con mayor puntaje en la quinta fase.
| Local en la ida  | Agr.         | Local en la vuelta | Ida | Vuelta |
| ---------------- | ------------ | ------------------ | --- | ------ |
| Ilusión Naranja  | 4-4 (1-3 p.) | Total Soccer       | 3-2 | 1-2    |
| Ciamen F. C.     | 4-3          | Atletas del Mañana | 4-1 | 0-2    |
| Fiorentina F. C. | 2-7          | Atlético Aracataca | 2-1 | 0-6    |

### Semifinales
Jugarán 4 equipos provenientes de la fase VI incluido el mejor perdedor. Los partidos de ida se jugarán entre los días 18 y 19 de noviembre, mientras que los partidos de vuelta entre el 25 y 26 del mismo mes. Serán locales en el partido de vuelta los equipos con mayor puntaje en la sexta fase.
| Local en la ida | Agr. | Local en la vuelta | Ida | Vuelta |
| --------------- | ---- | ------------------ | --- | ------ |
| Total Soccer    | 6-3  | Atlético Aracataca | 6-1 | 0-2    |
| Ilusión Naranja | 4-5  | Ciamen F. C.       | 2-2 | 2-3    |

### Final
- La hora de cada encuentro corresponde al huso horario que rige a Colombia (UTC-5).

| 3 de diciembre de 2023 | Total Soccer | 2 : 0 | Ciamen F. C. | Estadio Los Búcaros, Barbosa |                            |
| 15:00                  |              |       |              | Árbitro(s): Steven Cardona   | Árbitro(s): Steven Cardona |

| 9 de diciembre de 2023 | Ciamen F. C. | 1 : 2 | Total Soccer                           | Cancha Sintética Vallester, Cúcuta |                           |
| 14:00                  |              |       | Juan José Herrera 44' Danilo Morón 85' | Árbitro(s): Sergio Galvis          | Árbitro(s): Sergio Galvis |

| Bandera de la Ciudad de Medellín |
| Campeón Total Soccer 2do. título |

## Goleadores
| Jugador              | Equipos              | Goles |
| -------------------- | -------------------- | ----- |
| Manuel Saavedra      | Bicentenario F. C.   | 26    |
| Breiner Vidal        | Atlético Aracataca   | 20    |
| Kevin Sánchez        | Atlético del Oriente | 19    |
| Edmar Eduardo Jaimes | Ciamen F. C.         | 17    |
| Alexander de León    | Codazzi F. C.        | 17    |
| Iván Andrés Caro     | Atlético Real Paz    | 16    |
| Yeider Urdiales      | Atletas del Mañana   | 16    |
| Victor Rojas         | San Andrés F. C.     | 15    |
| Danilo Morón         | Total Soccer         | 15    |
| Duvan Cañón          | Cerro Pionono        | 15    |
| Fuente: Difutbol     |                      |       |